# Васильев, Вадим Петрович
Васильев Вадим Петрович (18 (31) декабря 1912, Одесса — 24 сентября 2003, Киев) — украинский советский энтомолог, академик АН УССР (с 1964 года), заслуженный деятель науки УССР (с 1973 года), президент Украинского энтомологического общества (1962—1980 года).

## Биография
Родился (18 (31) декабря 1912 года в Одессе. После окончания Харьковского сельскохозяйственного института в 1935 году работал в Украинском научно-исследовательском институте виноградарства и виноделия. Затем в 1936-53 года работал — в Украинском научно-исследовательском институте плодоводства. С 1953 года — директор Института энтомологии и фитопатологии АН УССР (с 1956 — Украинский научно-исследовательский Институт защиты растений). С 1962 по 1980 год — президент Украинского энтомологического общества.

## Научная деятельность
Труды по вопросам защиты растений. Разработал систему мер борьбы с вредителями плодовых культур для различных зон УССР, руководил разработкой эффективных способов борьбы со свекольным долгоносиком и опытами по усовершенствованию химического метода защиты растений.

## Награды
Награждён орденом Отечественной войны 2-й степени, двумя орденами Красной Звезды, орденом Трудового Красного Знамени, орденом «Знак Почета», медалями. Государственная премия УССР, 1976 год.